# Надвиг состава
Надвиг состава — маневровый процесс, при котором маневровый локомотив (или другое тяговое устройство,
например, лебёдка), надвигает состав (группу вагонов) для роспуска через сортировочную горку (полугорку, горку малой мощности).

## Технология надвига
Маневровый локомотив подъезжает к составу со стороны, 
противоположной горке, прицепляется и после уборки закрепляющих состав устройств (например, тормозных башмаков)
по открытому горочному сигналу производит надвиг состава. Порядок надвига состава устанавливает для каждой станции
начальник отделения дороги с учётом обеспечения безопасности движения и техники безопасности. Окончанием надвига 
состава считается начало роспуска состава. Для повышения производительности сортировочной горки, имеющей один 
путь надвига, рекомендуется осуществлять попутный надвиг состава.